# Guiorgui Kotxoraixvili
Guiorgui Kotxoraixvili   (Tbilisi, 29 de juny de 1999) en georgià: გიორგი ქოჩორაშვილი, és un futbolista georgià que juga com a mig centre al Sporting CP de la Lliga portuguesa i a la selecció nacional de Geòrgia.

## Trajectòria a Clubs
Kotxoraixvili va formar-se a les categories inferiors d'un dels clubs de la seva ciutat natal, l'Saburtalo Tbilisi. Va debutar amb el primer equip a l'Erovnuli Liga el 23 de juliol de 2017, jugant els últims 16 minuts en una derrota a casa per 1-2 contra el Torpedo Kutaisi.
L'agost de 2017, Kotxoraixvili va ser cedit al Girona FC, jugant amb un dels seus equips filials, el C.F. Peralada durant dos anys.
El 19 de juliol de 2019, després que l'oferta del Girona fos rebutjada pel Saburtalo, Kotxoraixvili va signar un contracte de tres anys amb el Llevant UE, tot i que va començar al filial granota de la tercera divisió. Va arribar a debutar amb el primer equip a la Lliga el 12 de juliol de l'any següent, substituint a Rubén Rochina en una derrota a casa per 1-2 contra l'Athletic Club.
El 30 d'agost de 2022, Kotxoraixvili va ser cedit al CE Castelló de la Primera Federació per a la temporada, on va tenir un gran rendiment que li va permetre tornar la temporada següent al Llevant per, aquest cop sí, consolidar-se al primer equip.
Després de dues temporades a gran nivell tant al Llevant com a la selecció georgiana, alguns equips importants europeus van començar a interessar-se en el fitxatge de Kotxoraixvili i el 31 de març el Llevant va oficialitzar la seva marxa a l'Sporting de Portugal per un preu inicial de 5,5 milions d'euros. Tot i això, Kotxhoraixvili va romandre al club Granota fins a final de temporada aconseguint l'ascens a Pirmera Divisió tres anys després.

### Estadístiques a clubs
| Club                             | País          | Any       | Partits | Gols |
| -------------------------------- | ------------- | --------- | ------- | ---- |
| FC Saburtalo Tbilisi             | Geòrgia       | 2017      | 2       | 0    |
| CF Peralada (cedit)              | Catalunya     | 2017-2019 | 28      | 0    |
| Atlètic Llevant Unió Esportiva   | País Valencià | 2019-2022 | 44      | 3    |
| Llevant Unió Esportiva           | País Valencià | 2020-2022 | 6       | 1    |
| Club Deportivo Castellón (cedit) | País Valencià | 2022-2023 | 40      | 4    |
| Llevant Unió Esportiva           | País Valencià | 2023-2025 | 66      | 9    |
| Sporting de Portugal             | Portugal      | 2025-     |         |      |

Actualitzat a 29/05/2025

## Selecció de Geòrgia
Després de passar per les seleccions sub-19 i sub-21, Kotxoraixvili va debutar amb la selecció absoluta el 12 de setembre de 2023 en una derrota per 2-1 davant Noruega.
Kotxoraixvili va participar en els dos partits de play-off de la UEFA Euro 2024, transformant un els pentals de la decisiva tanda contra Grècia que va donar la classificació a Geòrgia el 26 de març de 2024.
L'estiu de 2024, Kotxoraixvili va ser seleccionat per representar Geòrgia a l'Eurocopa 2024, que va ser el primer torneig internacional de la nació com a país independent. En el primer partit contra Turquia, Kotxoraixvili va assistir a Georges Mikautadze al minut 32 amb una centrada a l'àrea, el primer gol de Geòrgia en un gran torneig internacional.
Actualitzat a 29/05/2025
| Selecció | Any natural | Partits Jugats | Gols aconseguits |
| -------- | ----------- | -------------- | ---------------- |
| Geòrgia  | 2023        | 5              | 0                |
| Geòrgia  | 2024        | 12             | 2                |
| Geòrgia  | 2025        | 2              | 1                |
| Total    | Total       | 19             | 3                |

## Palmarès

#### Llevant
- 1 LaLiga Hypermotion: 2024-25

#### Individual
- Ordre d'Honor de Geòrgia: 2024[14]